# Dottor Moon
Dottor Moon è un criminale immaginario nell'Universo DC. Comparve per la prima volta in Batman n. 240 (marzo 1972).

## Biografia del personaggio
Dottor Moon non possiede nessuna abilità super umana ma è un esperto della gene terapia, condizionamento della psicologia e tortura. Vende i suoi servizi per finanziare i suoi esperimenti e, per citarne alcuni, in passato lavorò per il Joker e la Suicide Squad. Pre-Crisi, era mantenuto dal Dottor Cyber dopo che il suo volto fu brutalmente ustionato, e trasferì il suo cervello in un nuovo corpo, idealmente quello di Diana Prince/Wonder Woman. Quando Amanda Waller lo assoldò, fu utilizzato per lavorare su Plastique. È anche un impiegato della Sunderland Corporation ed un socio dei Capitani d'Industria; supervisionò il metagene che trasformò Air Wave in Maser.
Durante la miniserie Crisi d'Identità, si alleò con il suo collega Phobia, e il duo fu visto a bordo del satellite della Injustice Gang. Secondo Merlyn, ogni volta che Phobia e Moon salvano sul satellite scompariva qualcuno.
Nel n. 18 di Manhunter (marzo 2006), Dr. Moon fu ucciso in uno scontro con Kate Spencer quando, durante un confronto corpo a corpo, lei lo accoltellò con uno scalpello.

## Altri media

### Televisione
- Dottor Moon compare nell'episodio "Question Authority" della serie animata Justice League Unlimited, ma la voce del suo doppiatore non venne accreditata. Comparve come membro del "Progetto Cadmus". Dottor Moon venne assunto per rubare informazioni da The Question, utilizzando una macchina che faceva vedere all'eroe cosa sarebbe accaduto se la Justice League avesse agito come i Justice Lords.